# Obélisque commémoratif de Chalon-sur-Saône
L'obélisque commémoratif de Chalon-sur-Saône est un obélisque situé sur le territoire de la commune de Chalon-sur-Saône dans le département français de Saône-et-Loire et la région Bourgogne-Franche-Comté.

## Historique
Cet obélisque érigé en 1788 commémore la construction du canal du Centre. Il fait l'objet d'une inscription au titre des monuments historiques depuis le 23 avril 1947.